# Marcel Petiet
Marcel Petiet (1902-1993) est un industriel français, président de l'UIMM, de l'Institut de recherche de la sidérurgie (Irsid), de l'Association de la sidérurgie et des mines de fer lorraines (ASSIMILOR), PDG de la Société mosellane de sidérurgie, de l'UCPMI , vice-président de Wendel-Sidelor, administrateur du Groupement de l'industrie sidérurgique, de la société Sidelor-Mosellane, des Tréfileries et Ateliers de Commercy, membre du conseil de surveillance de Dunlop.
Il est le fils du baron Charles Petiet. Il repose au cimetière du Père-Lachaise (Division 19), à Paris, avec son arrière-grand-père, le baron Jules Petiet (1813-1871), directeur de l’École centrale, et son père, le baron Charles Petiet (1879-1958), constructeur automobile.

## Carrière
Il est diplômé de l'École centrale Paris (promotion 1926).
Il est l’un des membres de la délégation du CNPF aux  accords de Grenelle.

## Distinctions
- Officier de la Légion d'honneur
- Croix de guerre 1939–1945